# Pasir Putih (Jambi Selatan)
Pasir Putih is een bestuurslaag in het regentschap Jambi van de provincie Jambi, Indonesië. Pasir Putih telt 12.479 inwoners (volkstelling 2010).